# Greyfriars Bobby
Greyfriars Bobby was een skyeterriër uit Edinburgh uit de 19e eeuw. Hij werd beroemd omdat hij volgens de overlevering veertien jaar lang het graf van zijn baas op de begraafplaats Greyfriars bleef bewaken. Bobby stierf zelf op 14 januari 1872. Het verhaal is nog steeds erg bekend in Schotland. Er zijn boeken en films over gemaakt en een standbeeld van Greyfriars Bobby is in Edinburgh  een populaire bezienswaardigheid.

## Achtergrond
In 1858 werd John Gray, die bij leven nachtwaker was geweest bij de Edinburgh City Police en was overleden aan de tuberculose, begraven op Old Greyfriars Churchyard bij Greyfriars' Kirk in Edinburgh. Hoewel nauwelijks iemand omkeek naar zijn graf bleef zijn hond Bobby waken bij zijn graf. De hond bleef dit, zo gaat het verhaal, trouw doen tot hij veertien jaar later in 1872 zelf overleed.
Bobby werd door veel mensen op klokslag één uur 's middags gezien wanneer hij naar het koffiehuis ging en daar zijn middagmaal van de eigenaar kreeg. Bovendien werd de licentie (een voorloper van hondenbelasting) betaald door de provoost van Edinburgh, Sir William Chambers, die een groot dierenliefhebber was. Bobby mocht niet naast zijn baas begraven worden, maar werd zo dichtbij mogelijk begraven, net binnen de poort van de begraafplaats. Een gedenkteken ter ere van Bobby, geprezen om zijn loyaliteit, staat in Greyfriars Place, vóór het voormalige koffiehuis, nu pub. De begraafplaats ligt er direct achter. En daarom werd Bobby Greyfriars Bobby genoemd.

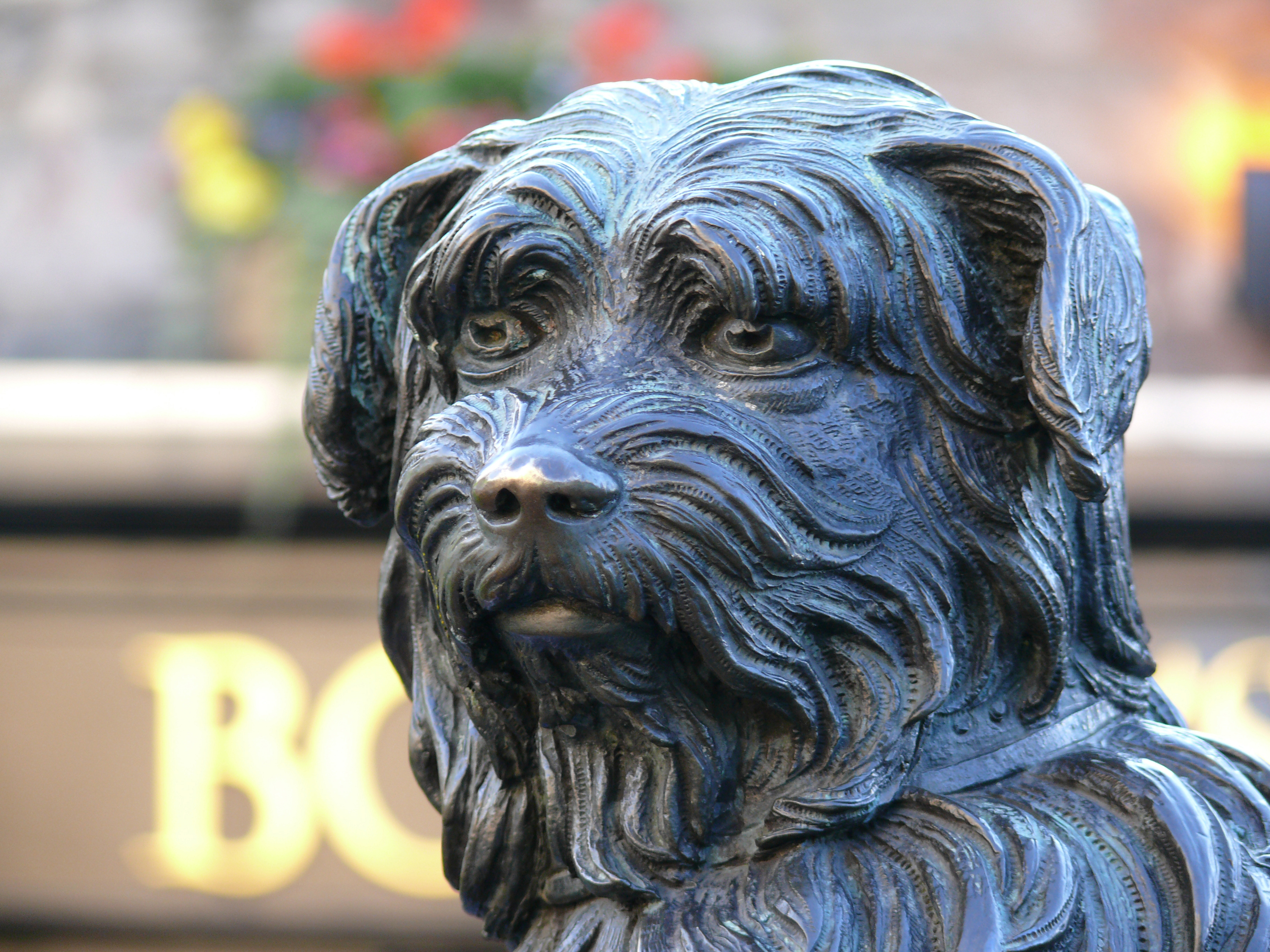
Greyfriars Bobby

## Boek en film
- Over deze hond schreef Eleanor Atkinson het boek Greyfriars Bobby, waarop de film Greyfriars Bobby: The True Story of a Dog uit 1961 gebaseerd is.
- In 2005 kwam de film Greyfriars Bobby -met rollen van Oliver Golding en Christopher Lee- uit in de Verenigde Staten, deze werd in 2006 in Engeland uitgebracht onder de titel The Adventures of Greyfriars Bobby
- De Canadese punkband The Real McKenzies bracht in 2008 een nummer over Greyfriars Bobby uit: "The Ballad of Greyfriars Bobby". Het staat op hun album Off the Leash.

- International Standard Name Identifier: 0000 0004 9696 580X
- Library of Congress Control Number: nb2018020058
- Nationale Bibliotheek van Israël: 987007539558405171
- Virtual International Authority File: 28154865862559941184